# Guerra sino-tibetana
La guerra sino-tibetana fue una guerra que comenzó en 1930 cuando el Ejército Tibetano, al mando del 13.er Dalái lama invadió Xikang y Yushu en Qinghai en una disputa sobre monasterios.[cita requerida] Ma Bufang, caudillo de la Camarilla Ma envió secretamente un telegrama al caudillo de Sichuán Liu Wenhui y al líder de la República de China Chiang Kai-shek, sugiriendo un ataque conjunto contra las fuerzas tibetanas.[cita requerida] Sus ejércitos rápidamente abrumaron y derrotaron al Ejército Tibetano.[cita requerida]

## Conflicto
Las raíces del conflicto se encuentran en la disputada frontera entre el territorio del gobierno tibetano y el territorio de la República de China, con el gobierno tibetano en principio reclamando áreas habitadas por tibetanos en las provincias vecinas chinas (Qinghai, Sichuán) que de hecho fueron gobernadas por chinos caudillos alineados libremente con la República; en la relación tensa entre el 13.er Dalái lama y el 9.no panchen lama, que condujo al exilio de este último en territorio controlado por China; y en las complejidades de la política de poder entre los dignatarios tibetanos locales, tanto religiosos como seculares. La causa inmediata fue que el cacique de Beri, un área tibetana más allá del control del gobierno tibetano, se apoderó de las propiedades del lama encarnado del monasterio Nyarong, que buscó el apoyo del cercano monasterio Dhargyä. Según los informes, el cacique de Beri fue incitado por los partidarios del 9.no panchen lama. Cuando el nyarong lama y los monjes del monasterio Dhargyä recuperaron el control del monasterio Nyarong en junio de 1930, el cacique de Beri respondió solicitando ayuda del caudillo chino local Liu Wenhui, el gobernador de Sichuán. Las fuerzas de Liu rápidamente tomaron el control del área. Los monjes dhargyä a su vez solicitaron la ayuda del gobierno tibetano, cuyas fuerzas entraron en Beri y expulsaron al ejército de Liu Wenhui.
El oficial musulmán del Kuomintang, Tang Kesan, fue enviado a negociar el fin de la lucha. Ma Xiao era un comandante de brigada musulmana en el ejército de Liu Wenhui. El general musulmán Ma Fuxiang, como jefe de la Comisión de Asuntos Mongoles y Tibetanos, envió un telégrafo a Tang Kesan ordenándole que incumpliera el acuerdo con el Tíbet, porque le preocupaba que los rivales políticos en Nankín estuvieran utilizando el incidente.
En los años siguientes, los tibetanos atacaron repetidamente a las fuerzas de Liu Wenhui, pero fueron derrotados varias veces. En 1932, el Tíbet tomó la decisión de expandir la guerra en Qinghai contra Ma Bufang, cuyas razones han especulado muchos historiadores.

## Guerra Qinghai-Tíbet
Cuando fracasó el alto el fuego negociado por Tang, el Tíbet amplió la guerra en 1932, intentando capturar partes de la provincia sureña de Qinghai luego de una disputa en Yushu, Qinghai, sobre un monasterio. Ma Bufang y Liu vieron esto como una oportunidad para retomar Xikang a China. Bajo el general Ma, la 9na división (Kokonor), compuesta en su totalidad de tropas musulmanas, se preparó para una ofensiva contra los tibetanos (Kokonor es el otro nombre de Qinghai). La guerra contra el Ejército Tibetano fue dirigida por el general musulmán Mao Biao. El ejército de Ma Bufang venció a los ejércitos tibetanos y recapturó varios condados en la provincia de Xikang. Shiqu, Dengke y otros condados fueron tomados de los tibetanos. Los tibetanos fueron empujados hacia el otro lado del río Jinsha. El ejército de Qinghai recuperó los condados que habían caído en manos del Ejército Tibetano desde 1919. Ma y Liu advirtieron a los funcionarios tibetanos que no volvieran a cruzar el río Jinsha. Ma Bufang derrotó a los tibetanos en Dan Chokorgon. Varios generales tibetanos se rindieron, y posteriormente fueron degradados por el Dalái lama. En agosto, los tibetanos habían perdido tanto territorio ante las fuerzas de Liu Wenhui y Ma Bufang que el Dalái lama telegrafió al gobierno británico de la India en busca de ayuda. La presión británica llevó a Nankín a declarar un alto al fuego. Ma y Liu firmaron treguas separadas con los tibetanos en 1933, poniendo fin a la lucha. Todos los territorios tibetanos (Kham) al este del Yangtsé cayeron en manos de los chinos, y el Alto Yangtsé se convirtió en el límite entre las áreas controladas por China y el Tíbet.
El gobierno chino y Ma Bufang acusaron a los británicos de suministrar armas y armas a los tibetanos durante la guerra. Hubo, de hecho, una base sólida para esa acusación: además de persistentes esfuerzos diplomáticos alentando a ambas partes a abstenerse de las hostilidades y llegar a un acuerdo global, el gobierno británico —y, más tarde, la India— brindó capacitación militar y pequeñas cantidades de armas y municiones al Tíbet a lo largo del periodo 1912-1950 de la independencia tibetana de facto.